# یواس‌اس کپتیویت (ای‌ام-۱۵۶)
یواس‌اس کپتیویت (ای‌ام-۱۵۶) (به انگلیسی: USS Captivate (AM-156)) یک کشتی بود. این کشتی در سال ۱۹۴۲ ساخته شد.